# Fabián Perechodnik
Fabián Perechodnik (Azul, Argentina 21 de diciembre de 1968) es un analista político y dirigente político argentino perteneciente al partido Propuesta Republicana. Se desempeñó desde diciembre del 2015 como Secretario General de la Provincia de Buenos Aires durante el gobierno de María Eugenia Vidal hasta la finalización de su mandato en diciembre de 2019, siendo el ministro a cargo de las relaciones institucionales, las relaciones internacionales y la promoción de inversiones de la Provincia de Buenos Aires.
En marzo de 2005 fundó junto a Sergio Berenzstein, Alejandro Catterberg, Eduardo Fidanza y Alan Clutteebuck la consultora Poliarquía Consultores una de las principales empresas de opinión pública y consultoría política de la Argentina y la región. Se retiró en diciembre de 2015.
Desde diciembre de 2021 Perechodnik es Diputado de la Provincia de Buenos Aires por la Sección Capital, habiendo logrado el 46,12% de los votos con la alianza Juntos. Además, fue uno de los vicepresidentes de la Cámara de Diputados de la Provincia de Buenos Aires desde el año 2021 hasta el 2023.

## Biografía

#### Educación
En la ciudad bonaerense de Azul comenzó sus estudios primarios en la Escuela Primaria N°2 "Domingo Faustino Sarmiento" y años más tarde completó su educación secundaria en el Colegio Nacional "Esteban Echevarría".[cita requerida]
Se graduó de la licenciatura en Seguridad en la Universidad Nacional de Lomas de Zamora.

#### Docencia
Dentro de la actividad académica, Perechodnik es Director del Centro de Estudios Internacionales y del Instituto de Comunicación Política de la Universidad Nacional de Lomas de Zamora, también cumplió funciones como Secretario de Relaciones Internacionales de la institución. Fue profesor de Análisis Político en la Maestría en Administración de la Facultad de Ciencias Económicas de la Universidad de Buenos Aires entre 2014 y 2018. Se desempeñó como profesor y miembro del Consejo Asesor del posgrado en Comunicación Política de la Universidad Católica Argentina.

#### Inicios en la política (1983-1997)
Comenzó su actividad político-partidaria a los quince años en la Unión Cívica Radical. Fue miembro de la Junta Ejecutiva Provincial de la Juventud Radical y delegado al Comité Nacional de la Juventud Radical por la Provincia de Buenos Aires. Integró la Mesa Ejecutiva del Comité Nacional de la Unión Cívica Nacional durante la presidencia de Rodolfo Terragno entre 1995 y 1997.

#### Actividad en organizaciones civiles
En la esfera de las organizaciones de la sociedad civil es Miembro del Consejo Asesor de Asociación Conciencia; miembro fundador y ex Secretario de Fundación RAP - Red de Acción Política - y fue Secretario del Consejo de Administración de la fundación Make a wish Argentina.
En julio de 2007, fue condecorado por el presidente de la República de Italia con la Orden de la Estrella de la Solidaridad Italiana como “Cavaliere” y, nuevamente en junio de 2017, el presidente de la República Italiana le otorgó la Orden de la Estrella de Italia en el grado de “Ufficiale”.
En junio de 2022 el presidente de la República Francesa Emmanuel Macron le otorgó la Orden Nacional del Mérito en el grado de “Chevallier”. La Orden Nacional del Mérito es una de las dos órdenes de Estado que tiene el gobierno francés.

### Secretaria General de la Provincia de Buenos Aires (2015-2019)
Perechodnik fue designado como secretario general de la Provincia de Buenos Aires por parte de la gobernadora María Eugenia Vidal desde diciembre del 2015 hasta el final del mandato de la misma.
En dicho cargo cumplió las funciones de ministro correspondientes a las relaciones institucionales e internacionales, gestión y actividades logísticas. Durante su administración se generaron importantes obras articuladas con distintos municipios.

### Candidato a diputado provincial (2021)
En julio del 2021 mismo año fue ungido para competir en las elecciones primarias, abiertas, simultáneas y obligatorias (PASO) como primer precandidato a diputado provincial por la sección electoral capital en la lista de Juntos que llevaba a Diego Santilli como precandidato a Diputado Nacional por la Provincia de Buenos Aires. Perechodnik se impuso frente al precandidato del radicalismo a nivel seccional, Claudio Frangul por más de 20 puntos de diferencia.
Para las elecciones generales que se realizaron en noviembre del 2021 logró ubicarse como el candidato más votado en La Plata, llegando a superar el 46% de los votos y logrando ser electo por una diferencia mayor de 10 puntos con respecto a Ariel Archanco (Frente de Todos).

### Vicepresidencia de la Cámara de Diputados de la Provincia de Buenos Aires (2021-actualidad)
El 9 de diciembre del 2021 fue designado como Vicepresidente de la Cámara de Diputados de la Provincia de Buenos Aires. Desde 1998 la ciudad de La Plata no se veía representada en un cargo de gestión en la Legislatura Bonaerense cuando el platense Carlos Bonicatto (PJ) ocupó dicho cargo.
A su vez desde ese mismo año es miembro de la Asamblea del Consejo de la Provincia de Buenos Aires del Pro.
En diciembre del 2023 finalizó su período como vicepresidente de la Cámara de Diputados de la Provincia.

## Distinciones
- Caballero (Orden Nacional del Mérito de la República Francesa, 2022).
- Oficial (Orden de la Estrella de la Solidaridad Italiana de la República Italiana , 2017).
- Caballero (Orden de la Estrella de la Solidaridad Italiana de la República Italiana , 2007).